# Noblella

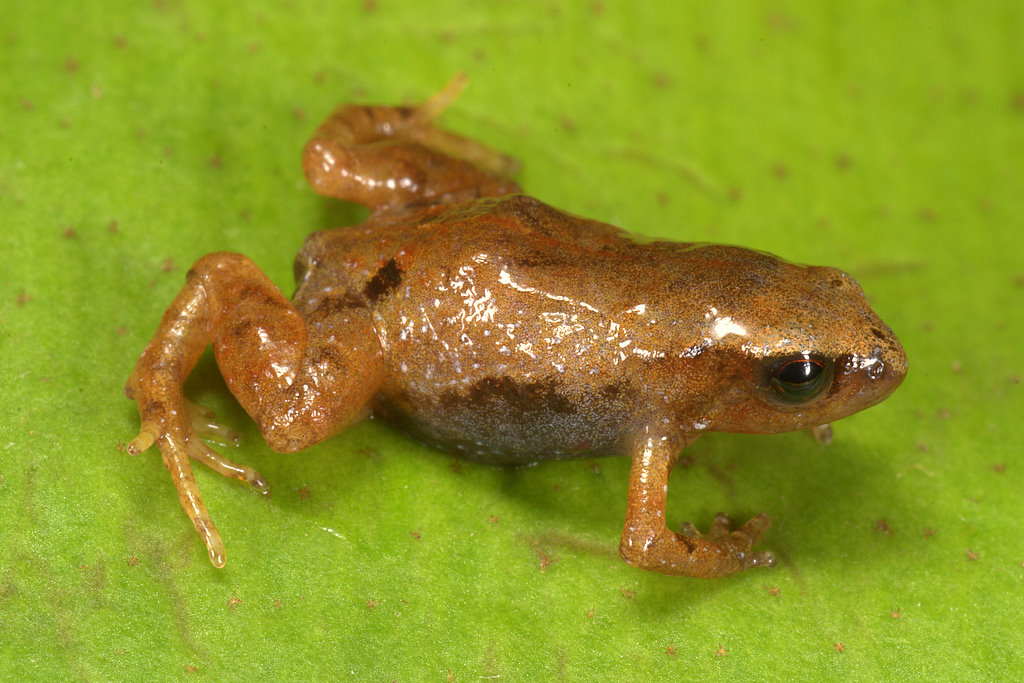
Noblella pygmaea ist eine der kleinsten Wirbeltierarten der Welt

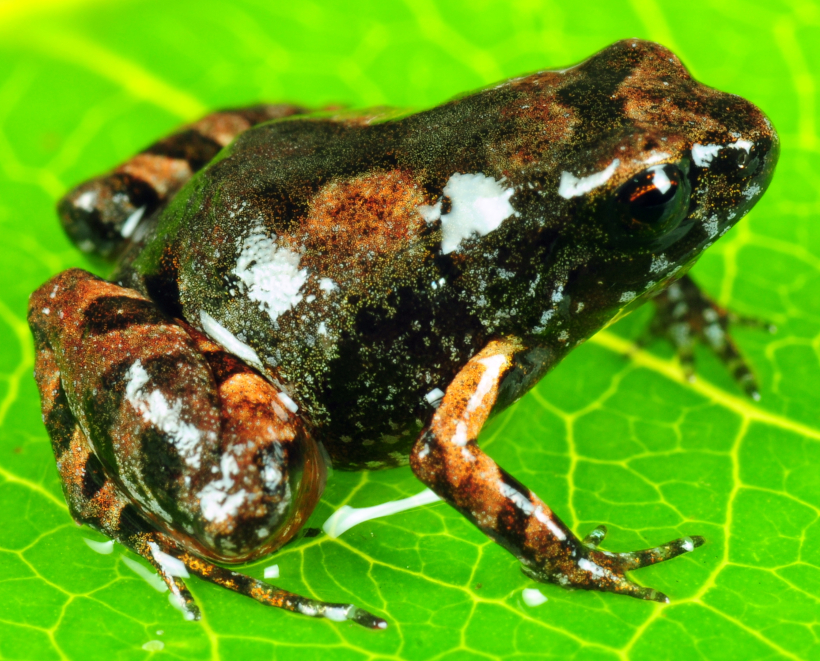
Noblella thiuni

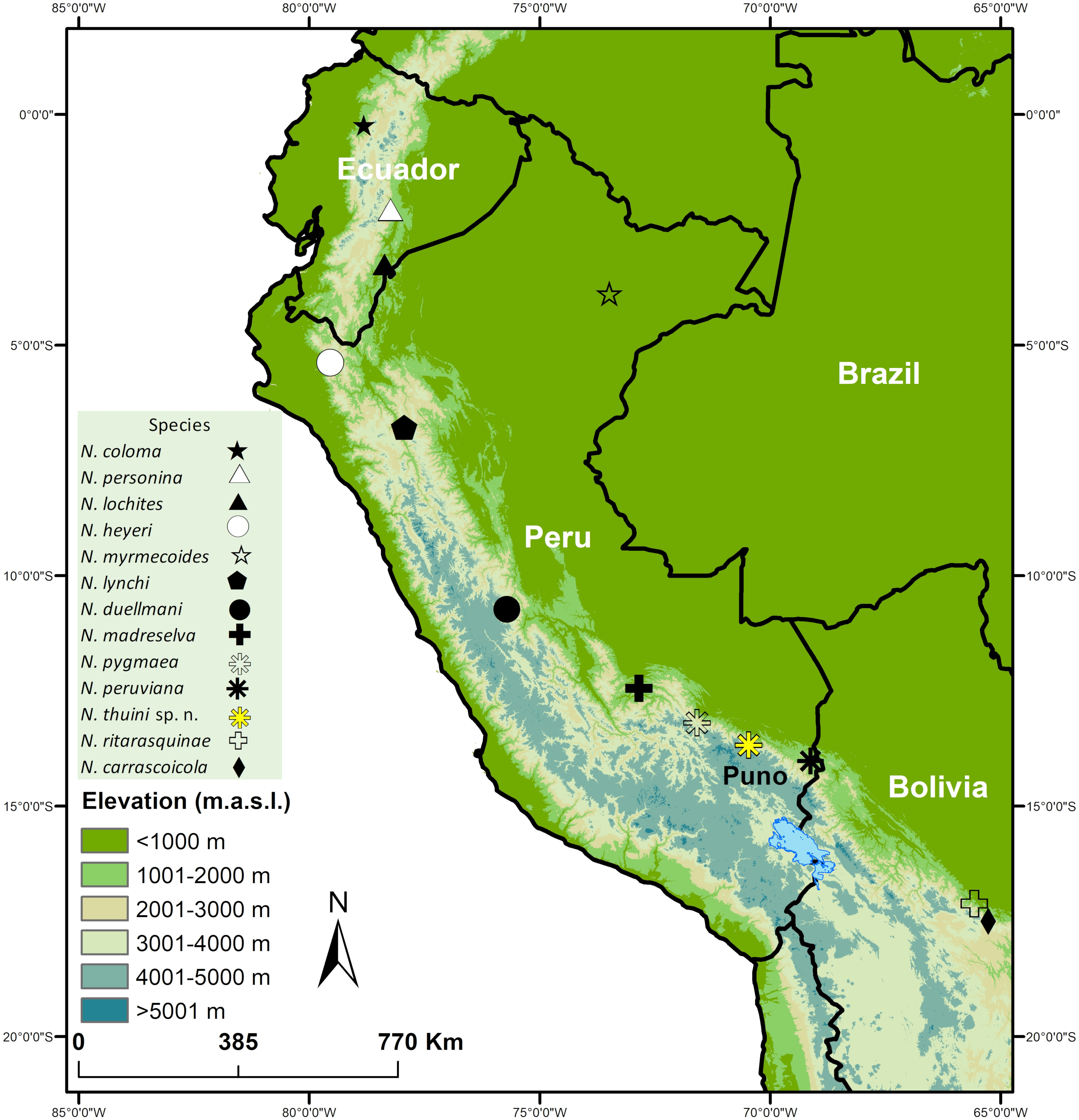
Typuslokalitäten von Noblella-Arten in Peru und Ecuador

Noblella ist eine Gattung der Froschlurche aus der Familie Strabomantidae.
Die Vertreter der Gattung sind in Südamerika hauptsächlich in den Wäldern der Andenregion und im westlichen Amazonasbecken verbreitet.

## Merkmale
Noblella-Arten sind außergewöhnlich klein. Sie zählen zu den „winzigen Südfröschen aus den Anden“ (minute leptodactylid frogs from the Andes), wie man sie zusammen mit einer Reihe weiterer Gattungen in Ermangelung anderer gemeinsamer Merkmale ab der zweiten Hälfte des 20. Jahrhunderts nannte. Bei Noblella pygmaea werden die Männchen höchstens 11,1 Millimeter lang, die Weibchen haben eine Kopf-Rumpf-Länge von maximal 12,4 Millimetern. Damit ist Noblella pygmaea die kleinste Art unter den Fröschen der Anden. Für Noblella peruviana wurde eine Länge von 16 Millimetern angegeben. Die Frösche der Gattung Noblella werden maximal 22 Millimeter lang.
Der Kopf ist meist schmaler oder höchstens so breit wie der Rumpf. Die Schnauze ist stumpf. Der Canthus rostralis ist scharf abgesetzt und konkav. Ein Tympanum ist vorhanden, wenn auch nicht immer gut sichtbar. Auf dem Oberkiefer sitzen Zähnchen. Die Haut ist größtenteils glatt, auf dem Rücken manchmal grobkörnig. Die Färbung des Rückens zeigt verschiedene braune bis rötliche Töne, auf der Unterseite sind die Arten oft blass bis cremefarben.
Die Endglieder der Finger und Zehen sind leicht T-förmig verbreitert. Der erste Finger ist kürzer als der zweite, der dritte Zeh kürzer als der fünfte. Die Enden mindestens der dritten und vierten Zehen sind zugespitzt.

## Verbreitung
Die Arten der Gattung Noblella sind auf den Hängen der Anden von Ecuador bis Bolivien und im angrenzenden westlichen Amazonastiefland verbreitet. Nur das Verbreitungsgebiet von Noblella myrmecoides erstreckt sich über mehrere Staaten mit Anteil am Amazonastiefland, nämlich Ecuador, Bolivien, Brasilien, Kolumbien und Peru. Alle anderen Arten der Gattung Noblella leben in den feuchten Wäldern der Gebirgsstufe oder auf den Grasfluren bis in 3450 Metern Höhe. N. lochites und N. heyeri sind sowohl in Peru als auch in Ecuador anzutreffen, während die neun verbleibenden Arten je in einem einzigen Land endemisch sind: N. coloma und N. personina kommen nur in Ecuador vor, hingegen sind N. duellmani, N. lynchi, N. madreselva, N. peruviana und N. pygmaea in Peru beheimatet. N. carrascoicola und N. ritarasquinae findet man nur in Bolivien.

### Typuslokalität
Ende des 19. Jahrhunderts entdeckte H. H. Keays bei der Aufsammlung verschiedener kleiner Säugetiere westlich des Titicacasees in Peru eine sehr kleine Froschart, die 1921 von Gladwyn Kingsley Noble als Sminthillus peruvianus beschrieben wurde. 1930 errichtete Thomas Barbour für diese Art die Gattung Noblella und Sminthillus peruvianus wurde die Typusart der Gattung. Als Fundort des Typusexemplars, das an das American Museum of Natural History gesandt worden war, wurde Juliaca angegeben, eine Ortschaft in 3824 Metern Seehöhe. Juliaca liegt auf dem Altiplano einer trockenen Hochebene der Anden. Später stellte sich heraus, dass viele Tiere, die H. H. Keays in Peru für das Museum gesammelt hatte, aus der Umgebung von Santo Domingo in der Provinz Carabaya in der Region Puno stammen mussten. In einer Seehöhe von rund 1700 Metern liegen hier feuchte Wolkenwälder an den östlichen Abhängen der Anden. Die ungenaue Angabe der Typuslokalität führt bis heute zu Schwierigkeiten bei der ökologischen und biogeographischen Zuordnung der Gattung.

## Systematik und Nomenklatur
Die Geschichte der Einordnung der Gattung Noblella in die Systematik der Froschlurche ist eng mit der Erforschung der phylogenetischen Verwandtschaftsverhältnisse der Südfrösche (Leptodactylidae im weiteren Sinn) verbunden. Dieses ehemalige Sammeltaxon umfasste eine immer größer werdende Anzahl von Arten hauptsächlich aus Süd- und Mittelamerika.

### Erstbeschreibung der Gattung
Barbour und Noble hatten 1920 für den aus Kuba stammenden Frosch Sminthillus limbatus die Gattung Sminthillus errichtet. Als Noble 1921 bei seiner Erstbeschreibung Sminthillus peruvianus ebenfalls in diese Gattung stellte, tat er das wegen der großen geographischen Distanz der beiden Arten nur provisorisch. Später transferierte Barbour die aus Peru stammende Art in die neue Gattung Noblella.
Für John D. Lynch war die Aufspaltung der beiden Sminthillus-Arten in verschiedene Gattungen ungenügend begründet. Wie die Arten der Gattung Eleutherodactylus hatte Noblella peruviana Zähnchen auf dem Oberkiefer, andererseits sprach die teilweise Verschmelzung der beiden Epicoracoide im Schultergürtel gegen eine Einordnung in die Gattung Eleutherodactylus. Dieser Unterschied rechtfertigte für Lynch aber nicht die Errichtung einer eigenen Gattung. Mangels weiterer Unterscheidungsmerkmale synonymisierte Lynch die Gattung Noblella mit Eleutherodactylus.

### Wiedererrichtung der Gattung
In den darauf folgenden Jahren setzte sich Lynch weiterhin mit den immer zahlreicher werdenden Entdeckungen winziger Arten von Südfröschen in den Anden auseinander. Schließlich stellte er 1975 die Typusarten der Gattungen Noblella, (Noblella peruviana Noble, 1921), Niceforonia (Niceforonia nana Goin & Cochran, 1963) und Phrynopus (Phrynopus peruanus Peters, 1874) sowie einige ihrer Verwandten in der Gattung Phrynopus zusammen. Diese Zusammenstellung umfasste 14 Arten.
1976 beschrieb Lynch zwei kleine Froscharten in der Gattung Euparkerella, die ursprünglich von Griffiths 1956 für eine dritte Sminthillus-Art, Sminthillus brasiliensis, eingerichtet worden war. Diese beiden Arten, Euparkerella lochites und Euparkerella myrmecoides, wurden im Jahr darauf von Heyer in eine eigene Gattung Phyllonastes transferiert. Schon 1998 äußerten Ignacio De la Riva und Jörn Köhler den Verdacht, Phrynopus peruviana könnte näher mit den Arten der Gattung Phyllonastes verwandt sein als mit denen der Gattung Phrynopus. 2008 stellten Ignacio de la Riva, Juan C. Chaparro und José M. Padial das ehemalige Typusexemplar von Noblella in Heyers Gattung Phyllonastes.  Phyllonastes bekam dadurch eine neue Typusart und der Gattungsname Noblella wurde für die gesamte Gruppe wieder errichtet.

## Arten
Die Gattung umfasst 17 Arten:
Stand: 3. Januar 2022
- Noblella carrascoicola (De la Riva & Köhler, 1998)
- Noblella coloma Guayasamin & Terán-Valdez, 2009
- Noblella duellmani (Lehr, Aguilar & Lundberg, 2004)
- Noblella heyeri (Lynch, 1986)
- Noblella lochites (Lynch, 1976)
- Noblella losamigos Santa Cruz, von May, Catenazzi, Whitcher, López Tejeda & Rabosky, 2019[13]
- Noblella lynchi (Duellman, 1991)
- Noblella madreselva Catenazzi, Uscapi & von May, 2015[14]
- Noblella mindo Reyes-Puig, Guayasamin, Koch, Brito-Zapata, Hollanders, Costales & Cisneros-Heredia, 2021[15]
- Noblella myrmecoides (Lynch, 1976)
- Noblella naturetrekii Reyes-Puig, Reyes-Puig, Ron, Ortega, Guayasamin, Goodrum, Recalde, Vieira, Koch & Yánez-Muñoz, 2019[16]
- Noblella personina Harvey, Almendáriz, Brito-M. & Batallas-R., 2013
- Noblella peruviana (Noble, 1921)
- Noblella pygmaea Lehr & Catenazzi, 2009
- Noblella ritarasquinae (Köhler, 2000)
- Noblella thiuni Catenazzi & Ttito, 2019[17]
- Noblella worleyae Reyes-Puig et al., 2020[18]